# Veľká Litvorová veža
Die Veľká Litvorová veža (deutsch Großer Litvorovyturm oder Großer Gerlsdorfer Turm, ungarisch Nagy-Litvorovy-torony oder Nagy-Gerlachfalvi-torony, polnisch Wyżnia Wysoka Gerlachowska) ist ein 2581 m n.m. hoher Felsturm in der Hohen Tatra in der Slowakei. Der Gipfel befindet sich im Bergmassiv von Zadný Gerlach am Hauptkamm der Hohen Tatra.
Der Name ist von der Lage oberhalb des Hochtals Litvorová dolina im Talsystem der Bielovodská dolina abgeleitet worden. Das Wort litvor ist ein slowakischer mundartlicher Ausdruck für die Arznei-Engelwurz, die einst in der Gegend reichlich vorkam. Im Polnischen wurde der Name hingegen vom alten Namen des Bergs Bradavica, Vysoká (wörtlich „Hohe Spitze“), abgeleitet, der wiederum im Polnischen den Namen Mała Wysoka (deutsch Kleine Viszoka) für den Berg Východná Vysoká inspiriert hatte. Nachfolgend verstanden die Polen unter dem Namen Wysokie Gerlachowskie die nahegelegenen Berge Litvorový štít und Velický štít, später erweitert um die beiden Felstürme Malá Litvorová veža und Veľká Litvorová veža.
Zum Gipfel führt kein touristischer Wanderweg und er ist somit nur für Mitglieder alpiner Vereine oder mit einem Bergführer zugänglich.